# 血庫

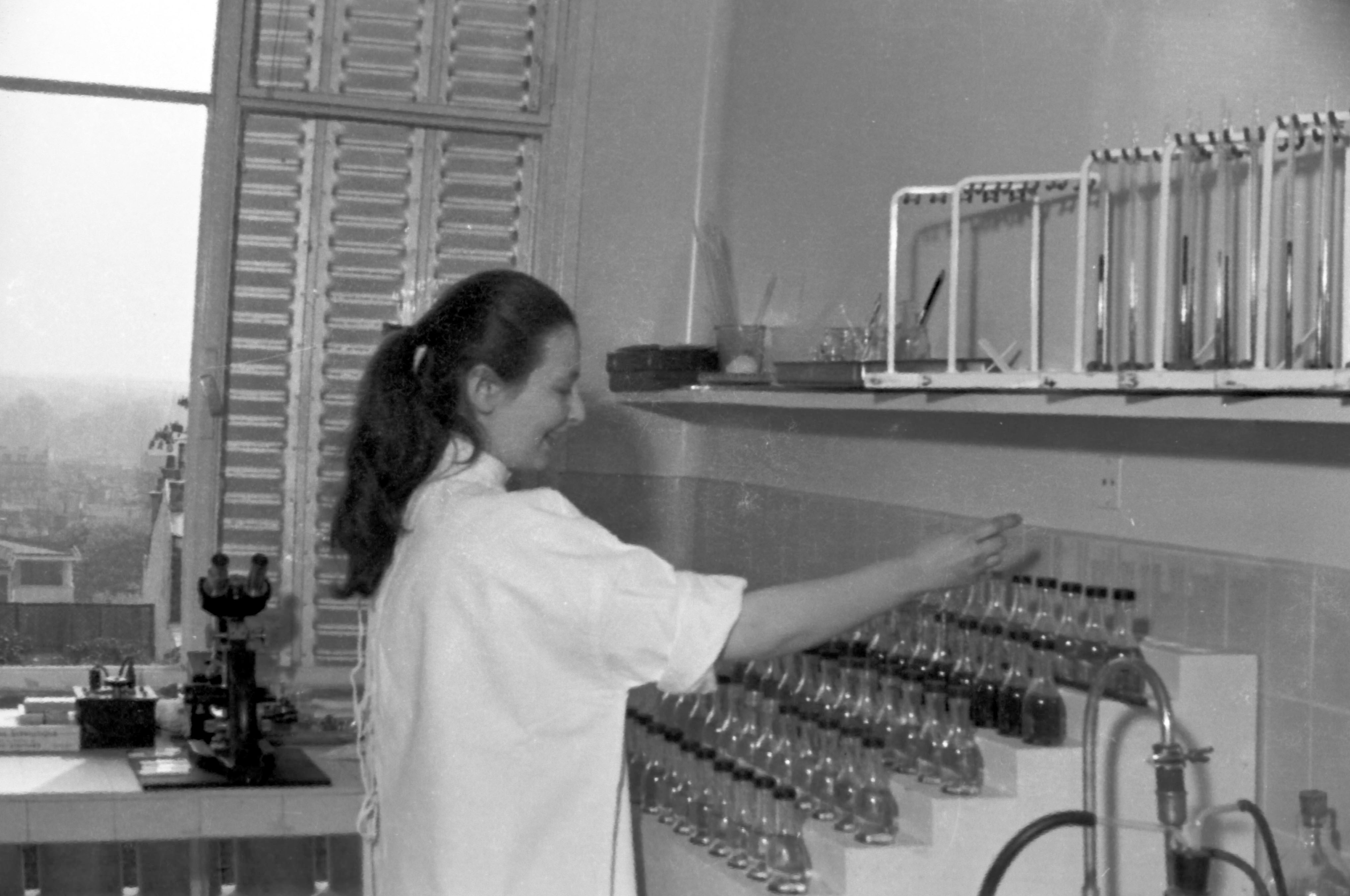
法國的血庫

血库是储存血液的醫療機構。這些血液一般是來自献血者的血液。 血庫要將儲存的血液成分（血漿、血小板）分離，還可以向需要血液的患者提供血液（輸血）。